# 第二十届超级碗
第二十届超级碗（Super Bowl XX）是美国国家橄榄球联盟1985赛季的总决赛，由美联冠军新英格兰爱国者队对阵国联冠军芝加哥熊队。比赛于1986年1月26日在新奥尔良的路易斯安娜超级巨蛋举行。
最终，芝加哥熊队以46-10战胜新英格兰爱国者队，第一次夺得超级碗冠军。防守端锋理查德·邓特（Richard Dent）获得最有价值球员称号。